# Бенсе, Амелия
Аме́лия Бе́нсе (исп. Amelia Bence), наст. имя — Мари́я Аме́лия Батви́ник (исп. María Amelia Batvinik; 13 ноября 1914, Буэнос-Айрес, Аргентина — 8 февраля 2016, там же) — аргентинская актриса театра, кино и телевидения, одна из звёзд золотого века аргентинского кино (1940—1950-е годы).

## Биография
Дочь еврейских выходцев из России: её отец, Хаим Батвиник, эмигрировал из Минска; мать, Ана Загер, — из Пинска. Начала играть в детском театре в пятилетнем возрасте. Училась в Национальной консерватории музыки и декламации. Первую роль в кино сыграла в 1933 в фильме Дансинг (втором звуковом фильме аргентинского кино), последнее появление на телеэкране — в 2004, после чего продолжала выступать в театре и на радио. Снялась в 50 фильмах в Аргентине, Перу, Чили, Мексике, Испании.
Исполнила роль Альфонсины Сторни в фильме Альфонсина (1957); представлявшем Аргентину на Берлинском международном кинофестивале 1957 года, и, более чем через полвека, в девяностолетнем возрасте, с успехом исполнила роль поэтессы в спектакле Альфонсина, море и я (2010).

## Наследие
Кинокарьера Амелии Бенсе растянувшаяся на восемь десятилетий, принесла актрисе безоговорочное признание. В 1995 году Сенат Аргентины вручил ей почетный диплом за вклад в культуру страны, а два года спустя Национальный фонд искусств удостоил награды за жизнь в искусстве. В 2007 года Амелия Бенсе стала почетным членом Академии кинематографических искусств и наук Аргентины.

## Признание
- Серебряный кондор Аргентинской ассоциации кинокритиков за роль в фильме Третий поцелуй (1942).